# Valtro PM-5
A Valtro PM-5 é uma espingarda calibre 12 italiana, de ação deslizante, desenvolvida e fabricada pela Valtro. A PM-5 possui um carregador removível e está disponível com coronha fixa ou dobrável.

## Variantes
- Valtro PM-5
- Valtro PM-5-350

## Operadores
- França: Marinha Francesa[1]
- Guatemala: Usada pelos Kaibiles e pelas forças policiais.